# Latimer (Mississippi)
Latimer is een plaats (census-designated place) in de Amerikaanse staat Mississippi, en valt bestuurlijk gezien onder Jackson County.

## Demografie
Bij de volkstelling in 2000 werd het aantal inwoners vastgesteld op 4288.

## Geografie
Volgens het United States Census Bureau beslaat de plaats een oppervlakte van
42,0 km², geheel bestaande uit land. Latimer ligt op ongeveer 40 m boven zeeniveau.

## Plaatsen in de nabije omgeving
De onderstaande figuur toont nabijgelegen plaatsen in een straal van 12 km rond Latimer.